# 8409 Valentaugustus
8409 Valentaugustus è un asteroide della fascia principale. Scoperto nel 1995, presenta un'orbita caratterizzata da un semiasse maggiore pari a 3,2098755 UA e da un'eccentricità di 0,1485472, inclinata di 4,34264° rispetto all'eclittica.
L'asteroide è dedicato a Valentin Augustus Weber, nonno dello scopritore.